# Heinz Gerischer Award
Der Heinz-Gerischer-Preis (englisch Europe Section Heinz Gerischer Award) ist ein von der Europäischen Sektion der Electrochemical Society 2001 begründeter und 2003 erstmals verliehener Preis. Er zeichnet herausragende Beiträge zum grundlegenden Verständnis elektrochemischer Vorgänge bei Halbleitern aus. Der Preis ist nach Heinz Gerischer benannt, seine Familie machte eine entsprechende Zuwendung. Der Preis wird alle zwei Jahre während der Herbsttagung der Europäischen Sektion der Electrochemical Society verliehen.

## Bestandteile des Preises
Die geehrte Person (es können maximal drei Preisträger sein) erhält eine Urkunde. Das Preisgeld beträgt insgesamt 2000 Euro, bei Bedarf gibt es noch eine Unterstützung für Reisekosten. 

## Preisträger
Als Empfänger des Heinz Gerischer Award nennt die Electrochemical Society:
- 2003 Akira Fujishima
- 2005 Michael Grätzel
- 2007 Allen J. Bard
- 2009 Rüdiger Memming
- 2011 Helmut Tributsch
- 2013 Arthur J. Nozik
- 2015 Adam Heller
- 2017 Kazuhito Hashimoto
- 2019 Nathan Lewis
- 2021 D. Noel Buckley
- 2023 Patrik Schmucki[2]